# Bidone d'oro
Il Bidone d'oro era un premio calcistico assegnato dalla trasmissione radiofonica Catersport, in onda su Rai Radio Due e condotta da Sergio Ferrentino, Giorgio Lauro e Marco Ardemagni.
In aperta ed ironica contrapposizione al blasonato trofeo Pallone d'oro, premiava il peggior calciatore dell'anno nel campionato italiano di calcio.
Il titolo veniva assegnato dai radioascoltatori di Catersport, che potevano esprimersi via internet o - a partire dall'edizione 2008 - in alcuni seggi disposti sul territorio nazionale; erano eleggibili come bidoni d'oro i calciatori facenti parte di una rosa di candidati scelti da una giuria di esperti, appartenenti al mondo del calcio e non solo.
La prima edizione venne vinta da Rivaldo, all'epoca giocatore del Milan. La notizia fece presto il giro del mondo suscitando persino la reazione del Commissario tecnico della Nazionale brasiliana Carlos Alberto Parreira, che parlò di mancanza di rispetto nei confronti di un campione del mondo.
Nel 2012 la trasmissione legata al concorso venne cancellata e quell'anno si tenne su Facebook l'ultima edizione, vinta da Pato.

## Albo d'oro
| Anno | Posizione | Giocatore            | Nazionalità | Club                  | Punti |
| ---- | --------- | -------------------- | ----------- | --------------------- | ----- |
| 2003 | 1         | Rivaldo              | Brasile     | Milan                 | 1497  |
| 2003 | 2         | Saadi Gheddafi       | Libia       | Perugia               | 1152  |
| 2003 | 3         | Carsten Jancker      | Germania    | Udinese               | 1034  |
| 2004 | 1         | Nicola Legrottaglie  | Italia      | Juventus              | 1280  |
| 2004 | 2         | Christian Vieri      | Italia      | Inter                 | 1225  |
| 2004 | 3         | Alessandro Del Piero | Italia      | Juventus              | 1159  |
| 2005 | 1         | Christian Vieri      | Italia      | Inter / Milan         | 2992  |
| 2005 | 2         | Santiago Solari      | Argentina   | Inter                 | 936   |
| 2005 | 3         | Antonio Cassano      | Italia      | Roma                  | 734   |
| 2006 | 1         | Adriano              | Brasile     | Inter                 | 3215  |
| 2006 | 2         | Alberto Gilardino    | Italia      | Milan                 | 929   |
| 2006 | 3         | Ricardo Oliveira     | Brasile     | Milan                 | 895   |
| 2007 | 1         | Adriano              | Brasile     | Inter                 | 2616  |
| 2007 | 2         | Dida                 | Brasile     | Milan                 | 1422  |
| 2007 | 3         | Ronaldo              | Brasile     | Milan                 | 1110  |
| 2008 | 1         | Ricardo Quaresma     | Portogallo  | Inter                 | 3001  |
| 2008 | 2         | Christian Vieri      | Italia      | Atalanta              | 1792  |
| 2008 | 3         | Adriano              | Brasile     | Inter                 | 1656  |
| 2009 | 1         | Felipe Melo          | Brasile     | Fiorentina / Juventus | 4289  |
| 2009 | 2         | Ricardo Quaresma     | Portogallo  | Inter                 | 3868  |
| 2009 | 3         | Tiago Mendes         | Portogallo  | Juventus              | 1873  |
| 2010 | 1         | Adriano              | Brasile     | Roma                  | 4064  |
| 2010 | 2         | Amauri               | Italia      | Juventus              | 2313  |
| 2010 | 3         | Ronaldinho           | Brasile     | Milan                 | 1832  |
| 2011 | 1         | Diego Milito         | Argentina   | Inter                 | 3099  |
| 2011 | 2         | Amauri               | Italia      | Juventus              | 2991  |
| 2011 | 3         | Miloš Krasić         | Serbia      | Juventus              | 2180  |
| 2012 | 1         | Alexandre Pato       | Brasile     | Milan                 | 757   |
| 2012 | 2         | Nicklas Bendtner     | Danimarca   | Juventus              | 620   |
| 2012 | 3         | Lúcio                | Brasile     | Inter / Juventus      | ???   |

## Classifica per club
| Club     | Vittorie | Anni                   |
| Inter    | 4        | 2006, 2007, 2008, 2011 |
| MIlan    | 3        | 2003, 2005, 2012       |
| Juventus | 2        | 2004, 2009             |
| Roma     | 1        | 2010                   |